# Immanuel Roesler
Curt Immanuel Roesler (* 2. April 1900 in Wald; † 24. April 1990 in Zollikon, reformiert, heimatberechtigt in Stein) war ein Schweizer Offizier.

## Leben
Immanuel Roesler kam am 2. April 1900 in Wald als Sohn des Pfarrers Hermann Roesler und der Frieda geborene Kurth zur Welt. Er belegte zunächst ein Studium der Rechtswissenschaften an den Universitäten Basel und Zürich, das er mit dem Erwerb des akademischen Grades Dr. iur. abschloss.
1927 startete Roesler seine militärische Laufbahn in der Schweizer Armee als Instruktionsoffizier der Infanterie, 1930 erhielt er den Rang eines Hauptmanns. Ab 1935 gehörte er dem Generalstab an. In der Folge kommandierte Roesler als Major das Füsilierbataillon 64 und das Grenzfüsilierbataillon 267, ehe er 1941 zum Oberstleutnant und 1944 zum Obersten befördert wurde. In dieser Position kommandierte er das Infanterieregiment 15. Anschliessend  amtierte er bis 1949 als Chef der Mobilmachungssektion der Generalstabsabteilung, wo er sich mehrfach auszeichnete. In den Jahren 1950 bis 1953 fungierte Roesler als Kommandant der 8. Division  und hatte danach von 1954 bis 1961 das Kommando der 4. Division inne. Daneben war er von 1962 bis 1967 als Direktor der militärwissenschaftlichen Abteilung der ETH Zürich tätig.
Immanuel Roesler, der mit Julia Emma geborene Biedermann verheiratet war, verstarb am 24. April 1990 wenige Tage nach Vollendung seines 90. Lebensjahres in Zollikon.

## Weblink
- Publikationen von und über Immanuel Roesler im Katalog Helveticat der Schweizerischen Nationalbibliothek

| Personendaten    | Personendaten                               |
| ---------------- | ------------------------------------------- |
| NAME             | Roesler, Immanuel                           |
| ALTERNATIVNAMEN  | Roesler, Curt Immanuel (vollständiger Name) |
| KURZBESCHREIBUNG | Schweizer Offizier                          |
| GEBURTSDATUM     | 2. April 1900                               |
| GEBURTSORT       | Wald                                        |
| STERBEDATUM      | 24. April 1990                              |
| STERBEORT        | Zollikon                                    |